# Irfan Bachdim
Irfan Haarys Bachdim (Mijdrecht, 11 agosto 1988) è un calciatore indonesiano, di ruolo centrocampista.